# Петровка (река, впадает в Конское озеро)
Петровка (фин. Kilpeenjoki) — река в России, протекает по территории Выборгского района Ленинградской области. Длина реки — 28 км, площадь водосборного бассейна — 190 км².
Река берёт начало из озера Низменного на высоте 18 м над уровнем моря и далее течёт преимущественно в южном направлении.
Река в общей сложности имеет 58 малых притоков суммарной длиной 126 км.
К бассейну Петровки относятся озера Петровское и Чёрное, а также река Панканоя и впадающая в неё река Раяоя.
Впадает на высоте 0,3 м над уровнем моря в озеро Конское, через которое протекает река Суоккаанвирта, впадающая в Новинский залив, являющийся частью системы Сайменского канала, выходящего в Финский залив.
Река протекает через посёлок Комсомольское.
Код объекта в государственном водном реестре — 01040300512102000008126.